# Mikel Aristi
Mikel Aristi Gardoki (Bergara, Guipúscoa, 28 de maio de 1993) é um ciclista profissional espanhol que atualmente corre para a equipa Euskaltel-Euskadi.
Em 2015 conseguiu grandes vitórias no campo amador como por exemplo uma etapa da Volta à Cantábria ou o geral final da Volta a Toledo. Estes resultados valeram-lhe para fichar pelo conjunto profissional continental Delko Marseille Provence KTM.

## Palmarés
- 2017
  - 1 etapa da Tropicale Amissa Bongo[2]

- 2019
  - 1 etapa da Volta a Portugal
  - 1 etapa do Tour de Limusino